# ASCII Media Works
ASCII Media Works (アスキー・メディアワークス, Asukī Media Wākusu?), anteriormente conocido como ASCII Media Works, Inc. (株式会社アスキー・メディアワークス Kabushiki kaisha Asukī Media Wākusu?) es una editorial y empresa de marca japonesa de Kadokawa Future Publishing con sede en Nishi-Shinjuku, Shinjuku, Tokio, Japón. Se formó originalmente el 1 de abril de 2008 como resultado de una fusión entre ASCII y MediaWorks donde MediaWorks legalmente absorbió ASCII. A pesar de ello, el expresidente de ASCII, Kiyoshi Takano, se convirtió en el presidente de ASCII Media Works.  La compañía se especializa en la publicación de libros, revistas de entretenimiento y de computación, manga, y videojuegos. ASCIIMedia Works es conocido por sus Dengeki (撃 电 descarga eléctrica?), revistas de marca y libros impresos que incluyen publicaciones tan conocidas como Dengeki Daioh, y Dengeki G's Magazine, junto con la principal imprenta de novelas ligeras de la compañía, Dengeki Bunko.
La mayor parte de la empresa abastece a la multitud otaku masculina japonesa, abarcando temas como el anime, las novelas ligeras, el manga, el plastimodelismo, y las novelas visuales, junto con la computación y las empresas relacionadas con la tecnología de la información (TI). La compañía también publica Monthly Business ASCII, que es una de las revistas más antiguas y prestigiosas orientada a la informática, junto con otras revistas de PC y TI. ASCII Media Works también ha publicado varias revistas dirigidas a mujeres como  Character Parfait, Dengeki Girl's Style, y Sylph, aunque los dos primeros son versiones de edición especial de otras revistas. La empresa organiza concursos anuales para novelas originales y presentaciones de mangas, como el concurso para novelas ligeras Dengeki Shōsetsu Taishō.

## Historia
ASCII Media Works es el resultado de una fusión entre dos compañías editoriales japonesas-ASCII y MediaWorks- en el 1 de abril de 2008. La compañía es una continuación de Media Works, pero a pesar de eso, el expresidente de ASCII, Kiyoshi Takano, se convirtió en el presidente de ASCII Media Works. La compañía es miembro del Kadokawa Group y por lo tanto está afiliada a Kadokawa Shoten, otra editorial japonesa.  De acuerdo con un comunicado de prensa oficial por Kadokawa Holdings Group, la compañía holding es responsable de las acciones de docenas de otras empresas afiliadas a Kadokawa Shoten, y la fusión estimada es una consecuencia del constante desarrollo del Internet y de las partes móviles de la sociedad, que llevó a la unión de las editoriales con el fin de abarcar las necesidades cada vez mayores y las demandas de los consumidores.  Debido a los intereses mutuos de las compañías la fusión sucedió por el fin de crear una compañía más fuerte que tuviera más posibilidades de contactos directos con la sociedad que cualquier otra compañía.  ASCII aportó su experiencia con la informática y computación, mientras que MediaWorks aportó su experiencia con los medios de comunicación relacionados con el entretenimiento, como medios audiovisuales o impresos incluyendo anime, manga, novelas ligeras, videojuegos, o revistas para los productos de tales medios. Además de hacer de la compañía combinada más diversa, la gestión de la empresa está prevista para ser más eficientes, el ingreso base tiene la intención de aumentar, y la empresa puede asumir nuevas oportunidades de negocio en el futuro. Enterbrain había sido considerado para la fusión con ASCII y MediaWorks, pero eventualmente fue rechazada.

## Revistas publicadas
ASCII Media Works publica revistas bajo el sello Dengeki, que ofrecen videojuegos, anime, manga, pasatiempos e intereses especiales; estas revistas fueron publicadas previamente por MediaWorks antes de la fusión. Revistas de Tecnología de la información publicadas previamente por ASCII, tales como Weekly ASCII, se publican ahora en ASCII Media Works.
| - ASCII Dot PC - ASCII.technologies - Character Parfait - Dengeki Arcade Game - Dengeki Bunko Magazine - Dengeki Comic Japan - Dengeki Daioh - Dengeki G's Magazine - Dengeki Hime - Dengeki Hobby Magazine - Dengeki Layers - Dengeki Maoh | - Dengeki Nintendo DS - Dengeki PlayStation - Figure Maniacs Otome Gumi - Hoshi Navi - MacPeople - Macpower - Mobile ASCII - Papier* - Sylph (revista) - Ubuntu Magazine Japan - Weekly ASCII |

## Publicaciones impresas

### Novelas ligeras

#### Dengeki Bunko
Dengeki Bunko (omanko
?) es una imprenta de novelas ligeras dirigida a un público masculino, establecida en junio de 1993. Los editores encargados de esta impresión tienen la reputación de acoger a nuevos autores, y celebrar un concurso anual, el Dengeki Shōsetsu Taishō, para descubrir nuevos talentos. El octavo volumen de Kino no Tabi, originalmente publicada el octubre de 2006, fue la milésima novela publicada por Dengeki Bunko. En abril de 2007, tres películas basadas en series separadas de novelas ligeras publicadas por Dengeki Bunko fueron producidas; los tres títulos fueron Kino no Tabi, Shakugan no Shana, e Inukami!.
Aparte del principal sello Degenki Bunko, se encuentra el sub-sello Dengeki Game Bunko (電撃ゲーム文 Dengeki Gēmu Bunko?) establecida en 1994 cuando originalmente fue relacionada con juegos de rol. La imprenta detuvo la producción en septiembre de 1997, pero se reanudó después en diciembre de 1999 como un editor de juegos de computadoras y novelas ligeras. La imprenta consiguió el sello editorial anterior Dengeki G's Bunko.

#### B-Prince Bunko
B-Prince Bunko (B-PRINCE文庫?) es una imprenta de novelas ligeras yaoi establecida en el 2008. La imprenta realizó un concurso en el 2010 para darle la oportunidad a los autores aficionados de hacer su debut profesional.

### Manga

#### Dengeki Comics
Dengeki Comics (電撃コミックス Dengeki Komikkusu?) es una imprenta editora de manga orientado a una audiencia masculina. Aparte de la imprenta principal Dengeki Comics, está el relacionado Dengeki Comics EX, que publica un número menor de volúmenes de manga. Una gran cantidad del manga publicado en Dengeki Comics fue publicado originalmente en la revista de manga Dengeki Daioh.

#### Sylph Comics
Sylph Comics (シルフコミックス Shirufu Komikkusu?) es una imprenta editora de manga dirigido a una audiencia femenina. Los mangas que se publican bajo este sello fueron serializados originalmente en la revista de manga shōjo Sylph. Los volúmenes encuadernados primero fueron publicados bajo este sello comenzando el 21 de marzo de 2008.

### Novelas

#### Mahō no Island Bunko
Mahō no Island Bunko (魔法のiらんど文庫 Mahō no i-rando Bunko?) es una imprenta de novelas establecido el 25 de octubre de 2007, que publica nuevos trabajos  en el servicio accesible de telefonía móvil Mahō no Island operado por la compañía del mismo nombre, que es filial del ASCII Media Works.

#### Media Works Bunko
Media Works Bunko (メディアワークス文庫  Media Wākusu Bunko?) es una imprenta de establecida el 16 de diciembre de 2009, que publica novelas principales dirigidas a una audiencia general. Los ganadores del Media Works Bunko Taishō en el Dengeki Shōsetsu Taishō son publicados en esta imprenta, junto con el ganador de los 500.000 yenes.

## Concursos

### Dengeki Comic Grand Prix
El Dengeki Comic Grand Prix (電撃コミックグランプリ  Dengeki Komikku Guran Puri?) es un premio entregado cada seis meses (desde 2004) y anualmente (desde 2010) por ASCII Media Works para mangas one-shots originales en dos divisiones: manga shōnen y shōjo. Hay tres tipos de premios otorgados en cada concurso: el Gran Premio Prix (2 millones de yenes), el Semi-Gran Premio Prix (500.000 yenes), y el Premio Excelente(300.000 yenes). El Gran Premio Prix sólo se ha entregado dos veces en la historia del concurso, con la primera ronda en 2004 y la tercera ronda en 2005. También hubo una vez una división del Premio Dengeki Moeoh que se celebró dos veces con un Gran Premio y Menciones de Honor.

### Dengeki Taishō
El Dengeki Taishō (電撃大賞 Premio Dengeki?) es un premio entregado anualmente (desde 1994) por ASCII Media Works con dos divisiones: el Dengeki Shōsetsu Taishō para novelas ligeras bajo Dengeki Bunko, y el Dengeki Illustration Taishō (電撃イラスト大賞 Premio Ilustraciones Dengeki?) para ilustraciones. Cada división consiste en el Gran Premio (1 millón de yenes), Premio de Oro (500.000 yenes), Premio de Plata (300.000 yenes), y Mención de Honor (50.000 yenes). Las dos primeras rondas tienen también una división de diseño de juegos llamado Dengeki Game Design Taishō (電撃ゲームデザイン大賞 Premio Diseño de Juegos Dengeki?), y entre la tercera y undécima ronda tiene una división de manga llamada Dengeki Comic Taishō (電撃コミック大賞 Premio Comic Dengeki?).

## Videojuegos
ASCII Media Works ha estado en el negocio del desarrollo y la producción de videojuegos sobre series de novelas ligeras o mangas publicadas por la compañía. Estos juegos típicamente son novelas visuales, un género de videojuego de aventura, pero también han sido novelas de sonido, que tienen los atributos de un juego de aventura y una novela visual normal. Los videojuegos producidos son portados para el PlayStation 2 o el Nintendo DS. Desde que ASCII Media Works es una continuación de MediaWorks, la compañía incluye los videojuegos previamente producidos antes de la fusión con ASCII en su página oficial para videojuegos. Los videojuegos producidos son organizados en categorías por juegos hechos de manera similar. Aparte de la clase principal de novelas visuales y novelas de sonido producidas, tres juegos fueron publicados en la serie Dengeki SP a precio reducido de su lanzamiento original; SP quiere decir Special Prize (en español, Precio Especial). Otras clases producidas exclusivamente para el Nintendo DS se encuentra bajo la marca de imprenta DS Dengeki Bunko, y son juegos basados en novelas ligeras publicadas bajo el sello de ASCII Media Works, Dengeki Bunko. Cinco juegos han sido producidos por esta marca, y los dos juegos basados en las series Iriya no Sora, UFO no Natsu fueron republicados en un solo paquete en conjunto. La compañía enumera los títulos que han sido los más populares entre los juegos que han producido, incluyendo publicaciones basadas en  Sister Princess, DearS, Kino no Tabi, Futakoi, y Strawberry Panic!.